# 高見彰
高見 彰（たかみ あきら、男性、1966年10月11日 - ）は、愛媛県宇和島市出身の空手家。極真会館（松井派）愛媛県支部長・四国地区強化選手監督を兼任し、現在は空手道 高見空手の最高範士。
父は、大山倍達の命により設立された極真会館愛媛県支部長・極真会館（松井派）四国本部長を歴任し、現在は空手道 高見空手の総師である高見成昭。

## 来歴
- 1974年 小学校2年生の時に極真会館四国支部（芦原英幸）に入門。
- 1985年 高校卒業と同時に上京し、極真会館東京城東支部の郷田勇三の内弟子となる。
- 1988年 渡米してUSA大山空手の大山泰彦の内弟子となり、大山茂、ウィリー・ウィリアムス、チャック・チズムらの指導も受ける。また、アラバマ州バーミンハムサンフォード大学、エレメンタルスクール（小学校）で空手と護身術の講義を行う。他、グローブマッチなど他流派の大会に参戦して全勝する。
- 2005年 極真会館（松井派）愛媛県支部長、四国地区強化選手監督に就任する。
- 2013年 12月末、高見成昭とともに極真会館（松井派）を辞し、同時に愛媛県支部 高見道場も独立、翌年の元旦に空手道 高見空手を設立した。

## 主な戦績
- 1989年 - 全米空手大会　中量級　第2位
- 1990年 - 全米空手大会　無差別級　第3位
- 1995年 - 第12回全日本ウェイト制選手権大会　中量級　第4位
- 1995年 - 全ロシア空手大会　中量級　第4位

## 関連人物
- 大山倍達
- 大山茂
- 大山泰彦
- 芦原英幸
- 郷田勇三
- 高見成昭